# 邦纳 (澳大利亚首都特区)
邦纳（英语：Bonner），是位于堪培拉下属甘加林城区东北部的一个郊区，在南部与阿马鲁和福德隔Horse Park Drive和Mulligans Flat Road接壤，在西部与杰卡隔Roden Cutler Drive接壤，距甘加林镇中心和堪培拉市中心分别为约4公里和16公里。2010年开始该区开始有人定居。该区得名于澳大利亚第一位原住民议员内维尔·邦纳，他在1971年至1984年期间为昆士兰政府服务。

## 历史
邦纳坐落在“马场”(Horse Park) 的前围场上，这是爱尔兰移民约翰·吉莱斯皮和安·吉莱斯皮于1853年建立的羊场。吉莱斯皮家族出身卑微，通过明智地收购“榆树林”（位于现今的福德）等邻近财产，增加了他们的田园土地。
他们的儿子詹姆斯·吉莱斯皮在建立Mulligans Flat公立学校方面发挥了重要作用。学校的遗迹位于附近的Mulligans Flat Reserve。吉莱斯皮以“巫师”为笔名，定期为《古尔本便士晚报》撰稿。已被提名为首都领地遗产名录的“Horse Park”宅基地位于杰卡郊区以西一公里处。
2008年，大部分街道被命名。2009年，又有三条街道以当地原住民社区的重要人物命名，包括Lamilami、Mondalmi。

## 人口
2016年人口普查显示，邦纳有6,730 人。57.5%的人籍贯为澳大利亚籍。其次最常见的籍贯是印度 9.5%、斯里兰卡2.3%、巴基斯坦2.3%、中国2.3% 和菲律宾2.2%。52.9%的人在家只说英语。在家中使用的其他语言包括印地语3.3%、乌尔都语3.3%、旁遮普语3.0%、普通话2.6% 和泰卢固语2.5%。对宗教最常见的回答是“无宗教”，占24.7%，天主教占20.6%，印度教占10.4%，伊斯兰教占8.5%。

## 设施
当地的购物中心位于郊区的地理中心，靠近指定的中等密度住房区域。当地小学位于其学区的中心，该学区包括邦纳、福特和杰卡 南部地区。它毗邻当地中心和运动场。这些设施共同为新郊区创造了一个社会核心。当地小学位于邦纳中心，也为东边的福特和西边的杰克卡提供服务。学校靠近当地中心、社区设施和运动场。Mulligans Flat 自然保护区位于郊区的东北边缘。

## 地理
邦纳占地283公顷，最高点海拔715米，最南端最低点海拔624米。郊区向南倾斜至金宁德拉渠。橡树山俯瞰着北部地平线，海拔800米，位于澳大利亚首都特区的西北边界。

## 地质
邦纳的岩石来自志留纪中晚期，被称为堪培拉组。它们主要是板岩、页岩和泥岩。一条英安岩带沿着西三分之一处东北方向的山脊延伸。白蜡石也出现在邦纳西北角的山顶上。